# Ferencvárosi kikötő
A Ferencvárosi Kikötő egy kikötő a Ráckevei-Duna csúcsánál, Budapesten.

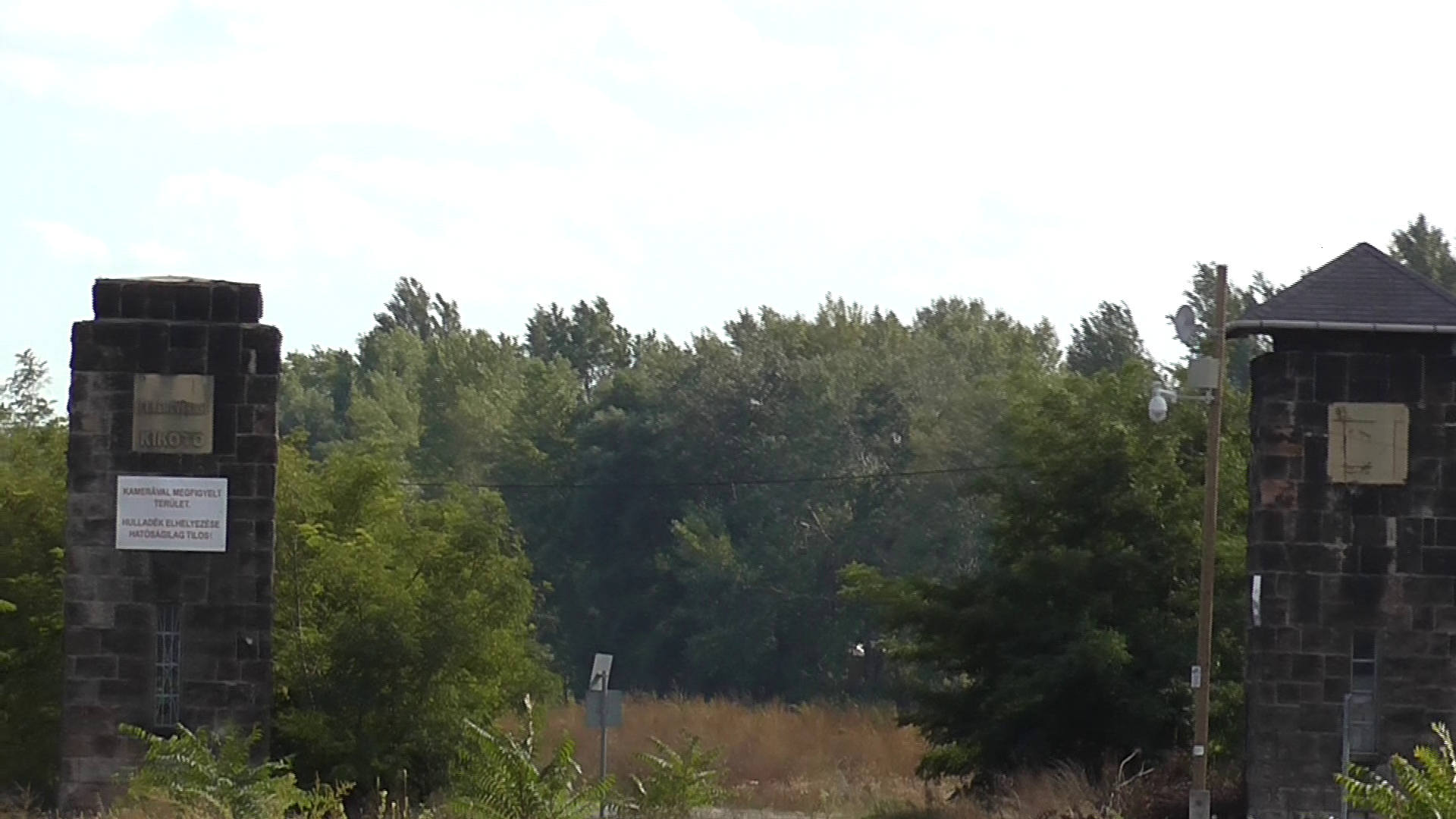
A Ferencvárosi Kikötő bejárata

## Alapulása
1904 és 1926 között építették. Elsősorban arra volt alkalmas, hogy a Csepel-szigettől délre eső területekről élelmiszerszállítókat szolgáljon ki Budapest déli határai körül.
Létrejötte szempontjából fontos még, hogy bár kezdetben nem volt alkalmas mélyebb merülésű gőzhajók fogadására, 1929-ben ezt megoldották.
Az 50-es évektől olyan változások álltak be, ami miatt jelentősége nagyon hamar elveszett, a főváros élelmezési szerveződése ugyanis teljesen megváltozott egyrészt "Nagy-Budapest" létrejöttével, másrészt azáltal, hogy a földi szállítmányozás többek között a vasútfejlesztéssel sokkal hatékonyabbá vált.

## Jelenleg
A 2010-es években a terület nagyrészt azért is kihasználatlan, mert elakadt a Csepel-Szigetcsúcs és környéke fejlesztése, ami a területet jó összeköttetésbe hozná a Hungária körgyűrűvel, így a területet jelenleg részben halászok, közösségi kertészkedők, alkalmi rendezvények használják.